# Норрис, Орлин
Орлин-Леванс Норрис (англ. Orlin Levance Norris, родился 4 октября 1965 в Лаббоке, Техас, США) — американский боксёр-профессионал, выступающий в первой тяжёлой (Cruiserweight) и тяжёлой весовой категории. Является экс-чемпионом мира по версии WBA(1993-1995), IBA (1995). Чемпион северной америки по версии NABF  (1987-1991; 1991; 1991-1993). Старший брат известного боксёра Терри Нориса.

## Любительская карьера
В 1986 году Норис выиграл  Национальные Золотые перчатки тяжелом весе.

## Профессиональная карьера
Норрис дебютировал на профессиональном ринге в июне 1986 года в первом тяжёлом весе в бою с  Лионелем Вашингтоном, которого нокаутировал в 3 раунде.
В июле 1986 года встретился с Леви Биллапсом. В 1 раунде Норрис дважды отправил Биллапса в нокдаун, после чего рефери остановил бой.
В августе 1986 года встретился Олианом Александром. Александр победил единогласным решением судей  в 4 раундовом бою.
В сентябре 1986 года встретился с непобеждённым Рикки Ризом. В 1 раунде Риз очевидно получил пальцем в глаз и не смог дальше продолжать бой. Норрис победил техническим нокаутом в 1 раунде.
В феврале 1987 года встретился с Майком Гансом. Норрис победил техническим нокаутом в 7 раунде.
В апреле 1987 года встретился с Эдди Ричардсоном. Норрис победил нокаутом во 2 раунде.
В ноябре 1987 года в бою за титул  NABF встретился с Ларри Александром.  Норрис победил единогласным решением судей.
В марте 1988 года встретился с Ренальдо Снайпсом.  Во 2 раунде Норрис отправил Снайпса в нокдаун и победил единогласным решением судей.
В мае 1988 года встретился с Эндрю Стоксом.  Норрис победил единогласным решением судей.
В ноябре 1988 года встретился с Джесси Фергюссоном.  В скучном и однообразном бою Норрис победил единогласным решением судей.
В апреле 1989 годам встретился с бывшим чемпионом мира, Грегом Пэйджем. Норис победил единогласным решением судей.
Затем Норрис встретился с другим бывшим чемпионом, Тони Таббсом. Таббс победил по очкам, но из-за положительного допинг-теста, бой признали несостоявшимся и титул вернули.
В феврале 1990 года, Норрис потерпел первое досрочное поражение от Берта Купера.
В августе 1990 встретился с Дэнни Воффордом. Норрис победил техническим нокаутом в 10 раунде.
В ноябре 1990 года, Норрис раздельным решением судей победил американца, Оливера Маккола.
В апреле 1991 года  в бою за титул  NABF во 2 раз встретился с Лионелем Вашингтоном . Норрис победил
техническим нокаутом в 1 раунде.
В июне 1991 года, проиграл по очкам раздельным решением судей, Тони Такеру (40-1).

### Первый тяжёлый вес
В марте 1992 года Орлин нокаутировал Энтони Хэмбрика (23-2-1).
В ноябре нокаутировал непобеждённого Дэвида Сеувела (13-0).
В апреле 1993 года, Норрис победил Ричарда Мэйсона (20-2-1).
В ноябре 1993 года Норрис нокаутировал аргентинца, Марсело Виктора Фугиэроа, и завоевал вакантный титул чемпиона мира по версии WBA, в первом тяжёлом весе.
Защитил титул против американца, Арта Джиммерсона (29-5), дважды против , Артура Уильямса (21-1-1), Джеймса Хита (7-1-2), Адольфо Вашингтона (24-2-2). Затем проиграл нокаутом американцу, Нейту Миллеру.
В феврале 1996 года раздельным судейским решением победил Тони Такера, и взял реванш за спорное поражение 1991 года.
В ноябре 1996 года раздельным судейским решением победил мариона Уилсона,
Следующий поединок в элиминаторе WBA, проиграл англичанину Генри Акинваде.
После поражения, Орлин снова победил Адольфо Вашингтона, и завоевал вакантный титул чемпиона Америки по версии IBA.
Защитил титул против Нейта Миллера, затем нокаутировал в первом раунде британца Пеле Рейда, и перешёл в супертяжёлый вес.
В октябре 1999 года Тайсон встретился с Орлином Норрисом. В 1-м раунде Тайсон коротким левым хуком в челюсть отправил противника на канвас после гонга. Норрис встал. Рефери снял с Тайсона 2 очка. Норрис не вышел на 2-й раунд. Его осмотрел врач. По его совету поединок остановили. Бой был признан несостоявшимся.

### 2000—2005
В июне 2000 года проиграл по очкам поляку, Анджею Голоте.
27 января 2001 года, проиграл тяжёлым нокаутом в первом раунде бывшему чемпиону по версии WBO, Виталию Кличко.
В июне 2001 года проиграл по очкам датчанину, Брайану Нильсену.
В мае 2005 года решением большинства судей проиграл поляку, Альберту Сосновскому.
В июле 2005 года свёл вничью бой с Василием Жировым.
В ноябре 2005 года провёл последний поединок, в котором проиграл нокаутом британцу, Ола Афолаби.